# ESPN 4 (Latinoamérica)
ESPN 4 es un canal de televisión por suscripción latinoamericano de origen estadounidense, especializado en la emisión de eventos deportivos exclusivos.

## Historia
Inició sus transmisiones el 28 de abril de 2009 exclusivamente en Brasil, y el 29 de noviembre de ese año en el resto de América Latina.
Hasta el 31 de agosto de 2015, la señal fue conocida como ESPN HD y luego se renombró como ESPN+.
Se enfoca en la emisión de eventos en vivo, como el fútbol internacional, tenis y deportes de ligas estadounidenses, transmitiendo sólo algunos de los programas de estudio que se emiten en las señales regulares.
ESPN Extra, también fue el anterior nombre de un canal de ESPN en Sudamérica, que se habilitaba solamente para la transmisión de ciertos eventos, como rugby y polo argentino, Majors de Golf y Grand Slam de tenis, a través de algunos pocos operadores como DirecTV y Flow.
Durante el Abierto Argentino de Polo, la señal tomó el nombre de ESPN Extra Polo.
Del 9 al 12 de marzo de 2020, el canal tomó brevemente el nombre de ESPN Extra, y a partir del 1 de mayo del mismo año, cambió oficialmente a su nombre actual.
El 15 de junio de 2023 se lanzó un feed exclusivo de ESPN Extra para Centroamérica en reemplazo de Fox Sports 2 en esa región. Con este cambio, se desligaba de la señal originaria de México. No obstante, el canal no fue integrado a los operadores hasta semanas después del lanzamiento.[cita requerida]
El 10 de noviembre de 2023 se informó de forma no oficial que el canal pasaría a llamarse ESPN 4 a partir del 15 de febrero de 2024.